# Séisme de septembre 2007 en Indonésie
Le séisme de septembre 2007 en Indonésie fut un très fort tremblement de terre qui secoua les environs de Bengkulu jusqu'à Jakarta le 12 septembre 2007 à 18 h 10 min (heure locale), pendant une minute et demie. L'épicentre fut localisé à 130 kilomètres au sud-ouest de Bengkulu (dans le sud de l’île de Sumatra), 410 km au sud-sud-est de Padang, 620 km à l’ouest-nord-ouest de Jakarta, 700 km au sud-sud-ouest de Singapour. Le foyer se situe à une profondeur de 30 kilomètres.

## Épicentre et intensité
Selon le Centre d'alerte des tsunamis dans le Pacifique, le tremblement de terre a atteint une magnitude préliminaire de 8,4. L'épicentre de la secousse tellurique survenue vers 18 h 10 (11 h 10, temps universel) se trouvait à 130 kilomètres au sud-ouest de Bengkulu, ville située sur l'île indonésienne de Sumatra, à une profondeur de 30 kilomètres. D'après l’Observatoire des sciences de la Terre à Strasbourg, le séisme a atteint une magnitude de 8,1.

## Répliques majeures
12 heures 39 minutes plus tard, après quelques autres répliques, une seconde secousse importante de magnitude 7,9 a touché une région plus proche de la côte de Sumatra au nord-ouest (2,525°S, 100,9640°E), à une profondeur de 30 km seulement, causant plus de dégâts dans les infrastructures et plus de victimes parmi la population que la première secousse tellurique.
Quelques heures plus tard, c'est encore une région au nord-ouest de la première réplique qui subit une réplique majeure de magnitude 7,0 à une faible profondeur de 10 km, sur la même ligne de fracture au sud des côtes de l’île de Sumatra. Cette fois l'épicentre se situe sur une petite île côtière plus proche de la grande ville de Padang sur Sumatra.
De très nombreuses répliques se produisent presque sans discontinuer tout au long de cette faille côtière de compression entre la plaque indo-australienne, glissant vers le nord-ouest et la plaque de Sunda (Java et Sumatra), avec des centaines de séismes de magnitude diverses souvent ressenties (dont plus d'une soixantaine supérieure à la magnitude 3), jusqu'à la ligne de rupture en formation entre la sous-plaque australienne et la sous-plaque indienne. D'autre part, on note une variation importante de la pression des gaz s'échappant des nombreux volcans de la région sur les îles de l'archipel, des volcans très actifs tous situés au nord de la ligne de faille sous-marine, au-dessus de la zone profonde de subduction.

## Alertes au tsunami
Le Centre d'alerte aux tsunamis du Pacifique (Pacific Tsunami Warning Centre) situé à Hawaï a alerté que « des séismes de cette ampleur » sont susceptibles de « provoquer un tsunami destructeur pouvant affecter le littoral dans tout le bassin de l'Océan Indien ». Le centre met en garde contre un raz-de-marée qui pourrait toucher l'Indonésie et l'Australie dans l'heure, le Sri Lanka et l'Inde d'ici trois heures.
En plus de l’Indonésie, plusieurs pays, dont la Malaisie ont lancé une alerte au tsunami. La préfecture de l’île de La Réunion a également diffusé un message faisant état d’une possible menace de tsunami. « À ce stade, il n’est pas encore possible de dire si ce séisme provoquera un tsunami. Si c’était le cas, et selon les estimations scientifiques, un tel séisme de magnitude 8,4 peut provoquer l’arrivée d’une onde de 0,5 à 2 mètres d’amplitude à la Réunion », explique le communiqué. L’arrivée de cette onde pourrait arriver entre 22 et 23 heures. La préfecture recommande donc d’ajuster les dispositifs d’amarrage des bateaux et interdit les baignades et les promenades en bord de mer.
4 alertes au tsunami en Indonésie ont été lancées après plusieurs fortes répliques dont la plus forte de magnitude 7,9, enregistrées dans les heures suivant le principal tremblement de terre. Finalement aucun tsunami n'a touché les pays.

## Bilan

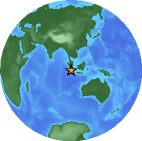
Carte du séisme.

Plusieurs immeubles se sont effondrés dans la ville indonésienne de Mokomuko.
Un mini tsunami entre 1 et 3 mètres de haut a touché la ville de Padang en Indonésie faisant au moins 9 morts. Un petit tsunami, environ 15 centimètres de haut, a été rapporté aux Îles Cocos.